# ماريان تيم
ماريان تيم هو لاعب كرة قدم سلوفاكي في مركز الهجوم، ولد في 7 يناير 1990 في نوفا بانا في سلوفاكيا. لعب مع FK Čáslav ‏.

## وصلات خارجية
- ماريان تيم على موقع قاعدة بيانات كرة القدم.إي يو (الإنجليزية)
- ماريان تيم على موقع Soccerway.com (الإنجليزية)